# Данилов, Виктор Петрович (священник)
Виктор Петрович Данилов (20 июля 1927, Ярославль — 7 декабря 2016, там же) — настоятель греко-католического прихода в Гродно, декан Белорусской грекокатолической церкви, протопресвитер; публицист; переводчик, историк, миссионер, в советское время религиозный диссидент.

## Биография
Родился в семье врачей. В 1947 году поступил в Ярославский педагогический институт.
В 1948 году арестован за свои критические высказывания о Сталине; обвинён в антисоветской агитации. Осуждён по статьям 58-10 и 58-11 УК РСФСР к 10 годам ИТЛ. Срок отбывал в Минлаге: посёлок Инта Кожвинского района Коми АССР. За подготовку побега получил повторную судимость сроком на 10 лет. За время нахождения в неволе познакомился с заключёнными-священниками, переосмыслил свои позиции, отказался от марксизма и атеизма и принял католичество. В 1955 году освобождён по амнистии. Некоторое время спустя был полностью реабилитирован.
С декабря 1955 года продолжил учёбу на историческом факультете Ярославского педагогического института. Однако после окончания диплом ему сначала не выдали по той причине, что он был активным католиком, о чём администрации института стало известно из доноса. Только настойчивость Данилова, его официальные обращения в государственные учреждения с заявлениями о религиозной дискриминации позволили, в условиях «Оттепели», отстоять свои права и получить диплом. Но устроиться по специальности Данилов не смог, с 1959 работал электромонтажником.
В 1960 году переезжает в Вильнюс, в 1963 году закончил Московский финансово-экономический техникум, получив специальность «экономист-финансист», в 1967 году переехал в Гродно, где в подполье занимается миссионерской деятельностью. Дважды подвергался обыскам, вызывался на допросы. В начале 1970-х годов получил предложение учиться на священника византийского обряда. В 1976 году во Львове тайно рукоположён в священники митрополитом Владимиром Стернюком. Вернулся в Гродно, став первым грекокатолическим священником в современной Белоруссии, и начал священническое служение в условиях подполья. Писал религиозные работы для самиздата.
С 1992 года легальный священник грекокатолического прихода в Гродно. Преподавал в гродненских государственных учебных заведениях основы религии, а в католическом катехетическом институте — богословские дисциплины. Работал в гродненском областном обществе «Знание» лектором по религиозной тематике, выступал по областному радио с лекциями на религиозные темы. В 1999 году поставлен деканом грекокатолической Церкви Белоруссии и возведён в протопресвитеры. Получил биритуализм, право служения в латинском обряде Римско-Католической церкви. Папой Иоанном Павлом II удостоен награды Крест «За заслуги перед Церковью и Папой».
В последние годы жизни проживал в родном Ярославле, служил в приходе Воздвижения Святого Креста. Похоронен на Осташинском кладбище.